# Jolene Purdy
Jolene Purdy (ur. 9 grudnia 1983 w Redondo Beach, Kalifornia) – amerykańska aktorka telewizyjna i filmowa.
Znana głównie z roli Piper Katins z serialu młodzieżowego TeenNick Giganci. Wystąpiła także w innych serialach i filmach telewizyjnych jak: Donnie Darko, Boston Public, Potyczki Amy i wielu innych.

## Filmografia
- 2021: Biały Lotos (The White Lotus) jako Lani[2]
- 2021: WandaVision jako Beverly
- 2013-2015: Pod kopułą (Under the Dome) jako Dodee Weaver
- 2011: Irea The Movie jako Lapenny Wordon
- 2010: Breaking Bad jako Cashier
- 2010-2011: Giganci jako Piper Katins
- 2009-2010: Zakochana złośnica
- 2008: Do Not Disturb jako Molly
- 2002: Potyczki Amy
- 2001: Donnie Darko jako Cherita Chen
- 2001: Boston Public jako Cindy Lavin